# Nonyma ituruensis
Nonyma ituruensis là một loài bọ cánh cứng trong họ Cerambycidae.